# Xylotoles rugicollis
Xylotoles rugicollis es una especie de escarabajo longicornio del género Xylotoles, tribu Parmenini, subfamilia Lamiinae. Fue descrita científicamente por Bates en 1874.

## Descripción
Mide 8-13,5 milímetros de longitud.

## Distribución
Se distribuye por Nueva Zelanda.